# Corisco

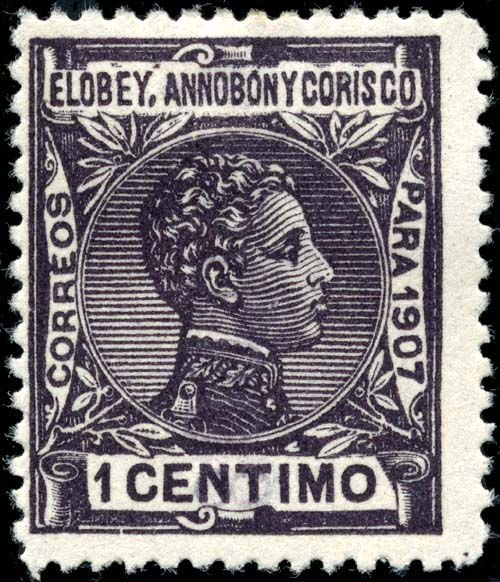
Znaczek pocztowy z 1907 – Elobey, Annobón y Corisco

Corisco – niewielka wyspa należąca do Gwinei Równikowej, położona 29 km na południowy zachód od Mbini. 

## Nazwa
Nazwa wyspy pochodzi od portugalskiego słowa oznaczającego błyskawicę. 

## Geografia
Corisco, o powierzchni 14 km², leży 29 km na południowy zachód od Mbini. Jej najwyżej położony punkt leży na wysokości 35 m n.p.m. a długość linii brzegowej nie przekracza 6,1 km.   

## Historia
W XVII w. wyspa pełniła funkcję centrum handlu niewolnikami do Ameryki – w 1724 roku przez wyspę przeszło 550 osób, sprzedanych do niewoli w Brazylii.   
Wyspa pierwotnie zasiedlona przez lud Benga, w 1843 roku przeszła we władanie Hiszpanii, w efekcie umowy Juana José Lerena y Barry'ego z królem Benga, Bonkoro I. Bonkoro I sprawował władzę na wyspie w imieniu Hiszpanii. Od 1875 roku Hiszpania zaczęła rządzić wyspą poprzez wysłannika królewskiego z Madrytu. W 1947 roku ostatni król Benga – Santiago Uganda – został pozbawiony władzy, po tym jak przedłożył listę skarg ministrom z Madrytu na administrację hiszpańską.       
Hiszpanie nie poświęcali jej zbytniej uwagi. Na początku XX wieku weszła ona w skład prowincji Elobey, Annobón i Corisco, wydawano wówczas znaczki pocztowe pod taką nazwą. 
Po uzyskaniu niepodległości przez Gwineę Równikową wyspa Corisco weszła w jej skład. W początkowych latach niepodległości, wyspa była zaniedbywana – m.in. nie przysłano pomocy do walki z epidemią cholery, która zabiła 10% populacji wyspy.      
Wyspą i otaczającymi ją wodami pod koniec XX wieku zainteresowały się koncerny naftowe – Elf Aquitaine i Petrogab, a poszukiwania złóż ropy naftowej rozpoczęto w 1981 roku. Stało się to powodem podniesienia roszczeń terytorialnych wobec wyspy przez Gabon. W 2003 roku Corisco odwiedził Minister Obrony Gabonu i podtrzymał roszczenia wobec niej.

## Opis
Na wyspie znajduje się 1-kilometrowa piaszczysta plaża – Arena Blanca oraz ruiny hiszpańskich zabudowań kolonialnych. Odkryto tu również jeden z najstarszych cmentarzy Afryki, datowany na 2000 lat. 
W 2011 roku otwarto tu lotnisko międzynarodowe – Corisco International Airport.